# Goldener Ring

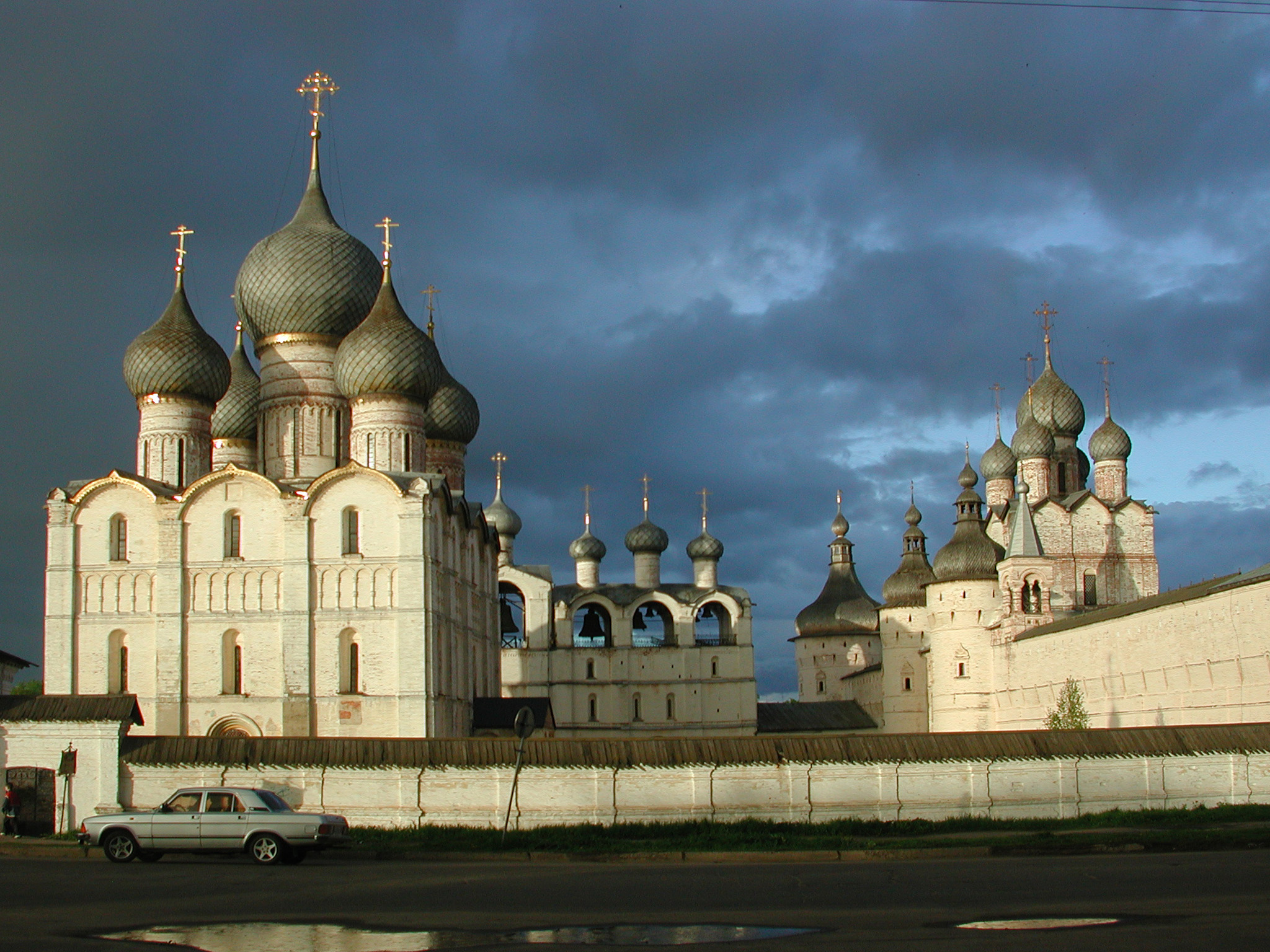
Der Kreml von Rostow

Mit dem Goldenen Ring (russisch Золото́е кольцо́ / Solotoje kolzo) ist ein weitläufiges Gebiet nordöstlich von Moskau gemeint.
Der Ring altrussischer Städte zählt zu den bekanntesten Reisezielen Russlands. Die altrussischen Städte nordöstlich der Hauptstadt geben Besuchern einen Einblick in die Geschichte der Entstehung Russlands.
Einen Konsens darüber, welche Städte zum Goldenen Ring zählen, gibt es nicht. Der Begriff wurde erstmals 1967 vom sowjetischen Schriftsteller Juri Bytschkow verwendet.

## Geschichte
Einst waren die meisten der Städte religiöse oder wirtschaftliche Zentren, reiche Handwerker- oder Kaufmannssiedlungen. Ihre günstige geographische Lage – nicht wenige Städte des Goldenen Rings liegen an der Wolga oder einem ihrer Nebenflüsse – ließen sie im Mittelalter aufblühen. Die Nordost-Rus entwickelte sich ab dem 12. Jahrhundert zum neuen Zentrum der Kiewer Rus. Nach dem Einfall der Mongolen blieb die Nordost-Rus von der Mongolenherrschaft befreit. Es folgte eine lang anhaltende Flüchtlingsbewegung von Menschen aus den südlichen Reichsteilen um Kiew, da sie häufig von Mongolenangriffen bedroht wurden. Hier im Norden schützten unberührte Urwälder die Menschen vor feindlichen Übergriffen. Die Nordost-Rus bildete fortan die Keimzelle der weiteren russischen Expansion.

## Sehenswürdigkeiten und Tourismus
In Städten wie Susdal, Uglitsch, Rostow, Sergijew Possad oder Pereslawl-Salesski scheint sich auf den ersten Blick seit Jahrhunderten wenig geändert zu haben. Hier überragen noch immer die Glockentürme prächtiger Kathedralen das Stadtbild. Jaroslawl und Wladimir sind dagegen heute inzwischen zu mittelgroßen Provinzzentren gewachsen. Heute stehen sie alle im Schatten der großen Zehnmillionenstadt Moskau. Die architektonischen Baudenkmäler der Region haben die letzten siebzig Jahre besser überstanden als in vielen anderen Gegenden. 
Anders als bei vielen anderen landschaftlich und kulturell lohnenden Reisezielen in Russland können die Städte des Goldenen Rings heute eine relativ gute touristische Infrastruktur vorweisen. Grund dafür ist die relative Nähe Moskaus. Viele Moskauer nutzen am Wochenende die nahen Erholungsgebiete und besichtigen die historischen Gebäude. Auch Ausländer wurden schon zu Sowjetzeiten den Goldenen Ring entlanggeführt. Jedoch konnten ausländische Gäste bis zum Ende der Sowjetunion nie den Ring als Ganzes abfahren. Die Industriestadt Iwanowo, auf halbem Weg zwischen Susdal und Kostroma gelegen, war für westliche Ausländer Sperrgebiet.